# Himno Nacional Mexicano
Mexicanos, al grito de guerra, (Mexikaner, vid krigets rop), Mexikos nationalsång. Texten skrevs 1854 av Francisco González Bocanegra och musiken av Jaime Nunó samma år.
En vers sjungs inte längre eftersom den handlar om president Antonio López de Santa Anna, som blev impopulär efter Mexikos förlust i mexikansk-amerikanska kriget.

## Refräng
| ” | Mexicanos, al grito de guerra El acero aprestad y el bridón; Y retiemble en sus centros la tierra Al sonoro rugir del cañón. Y retiemble en sus centros la tierra Al sonoro rugir del cañón. | „ |